# Student Volunteer Movement

Le Student Volunteer Movement for Foreign Missions (Mouvement volontaire étudiant pour les Missions étrangères, en abrégé SVM) était une organisation protestante fondée en 1886 pour recruter des missionnaires parmi les étudiants dans les universités américaines. Il cherchait également à populariser et à soutenir le mouvement missionnaire par tout autre moyen. Arthur Tappan Pierson en fut l’un des premiers et principaux leaders. Parti de l'initiative de quelques personnes, il va recruter pendant près de 80 ans des milliers de missionnaires protestants au sein des universités américaines.  Elle a été dissoute en 1969.

## Contexte
À la fin du XIXe siècle, les conditions étaient réunies pour favoriser un véritable élan missionnaire protestant américain : 
- déjà dominante dans le monde, la civilisation occidentale accroissait encore rapidement son influence par la colonisation comme par le progrès technique et l’expansion économique ;
- les succès de l’Amérique étaient imputés à son ancrage chrétien et les missionnaires chrétiens ont une image de héros altruistes[3] ;
- l’organisation scientifique des entreprises influait sur la société et lui communiquait un esprit d’efficacité ; ainsi le Mouvement volontaire étudiant a-t-il dès ses établi des statistiques élaborées pour mesurer son impact ;
- les voyages internationaux étaient facilités par l'amélioration des transports et des communications et le fait qu’aucune guerre majeure ne perturbait le monde ;
- les riches financiers ou industriels chrétiens critiqués pour leurs énormes profits étaient trop heureux de redorer leur blason en versant des sommes importantes pour soutenir des missions étrangères.

Enfin certains historiens pensent que l’entreprise missionnaire était une fuite en avant permettant d’éviter, ou en tous cas de la retarder, la confrontation avec les conflits et les divergences qui se développaient dans la société américaine :  la tourmente économique, l'urbanisation, l'essor de la critique historique et de la théorie de l'évolution, la question du libéralisme par rapport au revivalisme - toutes ces questions potentiellement perturbatrices qui se trouvaient sous la façade assurée du protestantisme américain d'avant-guerre.

## Historique

### Prémices et consolidation (1880-1891)

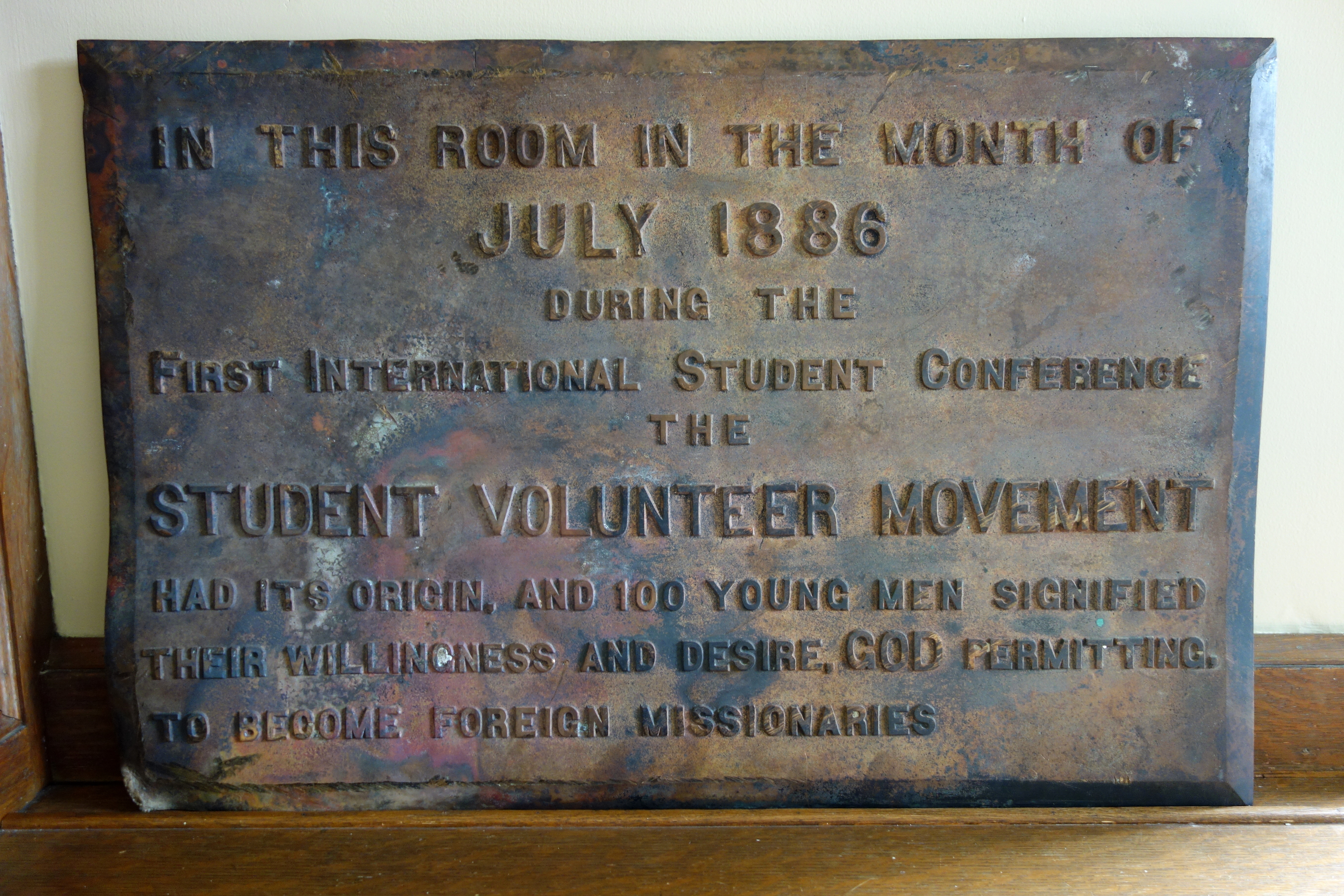
Plaque commémorative du lancement du Mouvement volontaire étudiant en juillet 1886, à Northfield Mount Hermon School.

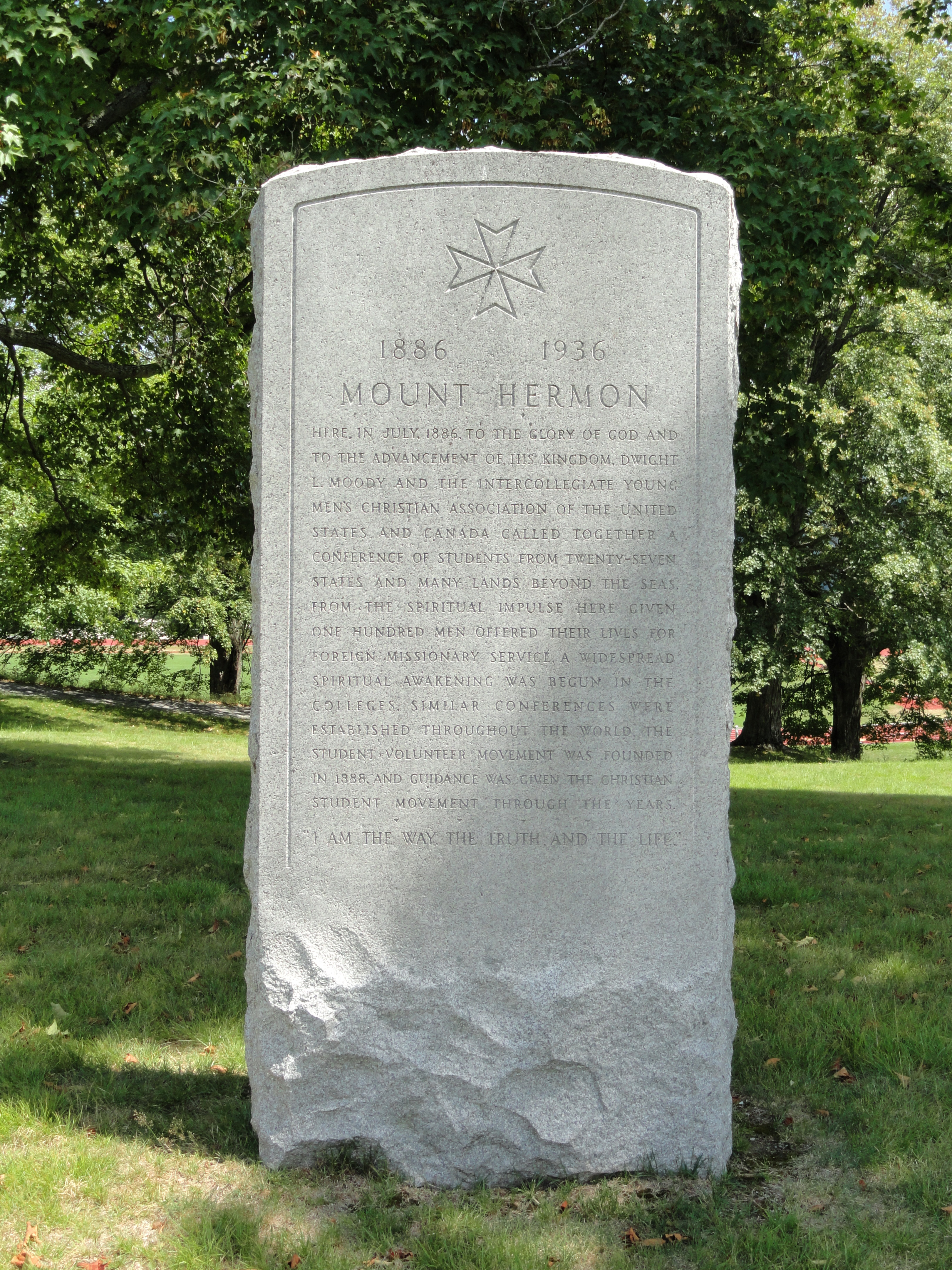
Stèle commémorative du cinquantenaire de la conférence de Northfield.

Les premières sociétés d’étudiants chrétiens remontent au début du XVIIIe siècle. Dès le début du XIXe siècle, le souci missionnaire est l’une de leurs principales priorités. En 1877, un département spécial est créé au sein des YMCA pour accentuer les efforts en direction des étudiants et le premier secrétaire général des YMCA Luther D. Wishard a lui-même un vif intérêt pour les missions.  
Le premier groupe informel d'étudiants volontaires pour des missions à l'étranger a été formé en 1888 à Princeton. Cinq étudiants, dont Robert P. Wilder, ont rédigé et signé une déclaration d'intention qui disait : «Nous, les soussignés, nous déclarons disposés et désireux, si Dieu le permet, de nous rendre dans les régions non évangélisées du monde. »,. S'étant donné le nom de Société missionnaire étrangère de Princeton, ce groupe d’étudiants se réunit régulièrement les dimanches après-midi chez le père de Robert Wilder, ancien missionnaire en Inde et rédacteur en chef de The Missionary Review.
En juillet 1886, en accord avec l’évangéliste Dwight L. Moody, Luther Wishard organisa une conférence biblique pour les étudiants du premier cycle (undergraduates) dans les locaux de l’école tenue par Moody, Mount Hermon School, à Northfield. 251 étudiants de 89 universités y participèrent pendant près de 4 semaines. Le travail missionnaire y fut largement abordé en dehors de l’ordre du jour officiel par des réunions organisées par Arthur Tappan Pierson et par William Ashmore, un missionnaire baptiste américain en Chine A la fin de cette conférence 100 participants s’étaient engagés par écrit à devenir missionnaires. 
Il fut alors décidé de former un groupe itinérant pour rendre visite aux universités d’Amérique du nord et de propager l’enthousiasme de Northfield selon l’exemple qui en avait été donné en 1884 par un groupe de 7 étudiants britanniques, les "Cambridge Seven", qui avaient eu un impact considérable lors de leurs visites de différentes universités anglaises après avoir décidé de devenir missionnaires en Chine lors d’une tournée d’évangélisation de Dwight Moody à Cambridge. Ce furent finalement Robert Wilder et John Forman, deux des 5 premiers volontaires de Princeton, qui firent pendant l’année scolaire 1886-1887 une tournée de 167 universités américaines, soit à peu près 20 % des campus du pays. À la fin de cette année, 2 200 jeunes gens et jeunes femmes s’étaient engagés à devenir missionnaires. Pendant l’année 1887-1888, Wilder et Forman étant retournés à leurs études de théologie, il n’y eut pas de nouvelle tournée mais les répercussions de leurs visites conduisirent à des initiatives locales et à l’engagement écrit de 600 volontaires supplémentaires.  
Durant ces premières années, les bureaux du Mouvement volontaire étaient dans le dortoir d’un étudiant au Séminaire Théologique de l’Union à New York, William Hannum. Tandis que Wilder et d'autres parcouraient les campus et les églises et obtenaient les noms et adresses des étudiants qui souhaitaient s’engager, Hannum dressait des listes de volontaires et tentait de correspondre avec eux. Les dossiers des volontaires étaient conservés dans des enveloppes dans des boîtes sous le lit d'Hannum, puis, devant leur prolifération, Hannum dut faire appel à l'aide à ses camarades de dortoir. Il raconta plus tard : « Je sentais presque que mes demandes d'aide menaçaient ma popularité. Un de mes collègues disait que lorsque je serais au ciel, je ferais sûrement la liste des anges. » 
À l’été 1888, le mouvement adopte son nom officiel de ‘’Student Volunteer Movement for Foreign Missions’’ (Mouvement volontaire étudiant pour les missions étrangères) et prend pour slogan "l’évangélisation du monde pendant cette génération." Se pose simultanément le problème de l’organisation, le risque étant de voir les groupes d’étudiants chrétiens foisonner puis se séparer, voire s’opposer, par exemple avec le YMCA/YWCA. Il fallait aussi élargir la base du financement, les voyages de Wilder et Forman ayant été jusque-là entièrement financés par une seule personne, D.W. McWilliams, secrétaire et trésorier de la société « Manhattan Elevated Railways Co. ».  
Les leaders du SVM, dont Luther Wishard, Robert Wilder et John Mott, décidèrent d’en faire la branche missionnaire officielle des YMCA / YWCA. Ils formèrent un comité exécutif où participaient des représentants des YMCA, YWCA et de l'Alliance missionnaire inter-facultés (Inter-Seminary Missionary Alliance). Un secrétaire itinérant, un secrétaire administratif et un secrétaire chargé de la correspondance (ou de la communication) sont nommés pour poursuivre le travail quotidien du Mouvement. Ils concentrèrent leurs efforts sur la poursuite de la propagation de l’enthousiasme missionnaire et sur l’organisation du Mouvement dans chaque état américain.
Le travail de ces premières années a culminé en 1891 avec la première convention internationale du mouvement des étudiants bénévoles, qui se réunit à Cleveland avec comme thème principal « l'évangélisation du monde pendant cette génération ». Lors de cette convention, le Comité exécutif a annoncé que 6 200 volontaires de 350 institutions avaient été inscrits et que 320 étaient effectivement déjà partis vers des champs de mission à l’étranger sous la direction de diverses sociétés missionnaires. La relation du Mouvement avec les sociétés des missions étrangères des différentes églises protestantes fut clarifiée à cette occasion : le Mouvement n'était en aucune manière lui-même une agence missionnaire mais bien une sorte d’agence de recrutement pour les sociétés missionnaires.
Ainsi, en 1891, le Mouvement volontaire étudiant était bien établi au sein du protestantisme américain et semblait avoir trouvé un positionnement clair par rapport aux autres mouvements chrétiens étudiants : celui d'une agence autonome associée à des objectifs clairement définis de sensibilisation et de recrutement en faveur des missions étrangères. Le Mouvement était même indispensable aux églises protestantes américaines, car, comme l'a écrit l’historien des missions Charles Forman : « Dans le nouvel enthousiasme des années 1890, le travail missionnaire était considéré par ses promoteurs comme une œuvre essentielle de l’Église ; aucune église ne s’y consacrant pas n’aurait pu être considérée comme étant en bonne santé. ».

### Expansion dans les années 1890 malgré les «périls»
Dans les années 1890, le Mouvement connaît une croissance soutenue qui ne va pas sans poser certains problèmes. Dans son rapport à la deuxième Convention internationale, tenue à Detroit en 1894, le Comité exécutif a souligné cinq « problèmes » et cinq « périls » menaçant le jeune Mouvement volontaire étudiant :
- absence de supervision et de contrôle sur les groupes de volontaires locaux,
- incapacité à rester en contact avec des volontaires isolés,
- difficulté à retenir des volontaires après leur entrée en faculté de théologie[13],[2].
- difficultés à mettre en relation les volontaires avec les sociétés de mission,
- les limitations financières des sociétés des missions. En 1894, 630 volontaires étaient effectivement partis mais d'autres avaient été retenus parce que les sociétés de mission n'avaient pas suffisamment de moyens pour leur permettre de partir. Malgré le fait qu’il y ait finalement beaucoup plus de recrues que de postes à pourvoir, le SVM justifiait la poursuite de ses activités de recrutement au motif qu’un plus grand nombre de candidats entraînerait un plus grand nombre de missionnaires hautement qualifiés.

Le Comité exécutif portait en outre à l’attention de la Convention 5 "périls" dont 2 liés à la « carte de déclaration d'intention » du Mouvement des étudiants volontaires, une carte de 5 pouces sur 3 (12,5 x 7,5 cm) signée par chaque volontaire pour indiquer son intention de devenir un missionnaire étranger : 
- La « carte de déclaration d'intention » comportait une formule d’engagement contraignant qui était critiquée en ce qu’elle amenait le volontaire à prendre le contrôle de sa vie plutôt que de se fier au Saint-Esprit. EN conséquence, à l'été 1892, la phrase originale portée sur ces cartes, la « promesse de bénévolat », avait été remplacée par l'expression « déclaration de volontariat » et le libellé de la carte était devenu : « Si Dieu le permet, mon but est de devenir un missionnaire à l’étranger. »
- L’accusation de prise de décision sous le coup d’une émotion passagère et sous pression[14] avaient amené le Comité exécutif à mettre en garde contre le fait que la carte de déclaration ne soit pas utilisée au mauvais moment, au mauvais endroit ou dans de mauvaises circonstances. En outre, le Comité exécutif avait dès 1891 inclus dans son rapport des statistiques pour contrer l’accusation particulière selon laquelle les étudiants étaient trop jeunes pour prendre de décisions bien fondées Il ressortait de ces statistiques que seulement 14 % des volontaires inscrits avaient moins de vingt ans.
- L’exagération potentielle des résultats du Mouvement car une partie des milliers de personnes qui avaient signé la carte de déclaration SVM n'avaient pas maintenu le contact avec le Mouvement. Le Comité exécutif décida donc de ne pas comptabiliser comme membres du Mouvement ceux dont il ne pouvait obtenir aucune trace. En vertu de cette politique, l’effectif officiel du Mouvement était passé de 6 200 volontaires en 1891 à 3 200 volontaires en 1894.
- L’accroissement de la catégorie des volontaires classés comme « empêchés », c’est-à-dire ceux qui avaient signé la déclaration d’intention mais présentaient peu de chances de partir à l’étranger pour des raisons de santé, familiales ou financières.
- Enfin un danger qui s’est avéré être un ennemi du SVM tout au long de son existence. Il se créait parfois sur les campus universitaires des fossés entre les étudiants volontaires et les étudiants non-volontaires (mais néanmoins à vocation religieuse). Les volontaires étaient parfois accusés de prendre un ton de supériorité et de se séparer des associations religieuses générales, ce qui Robert Speer constatera encore 10 ans plus tard dans son rapport au Comité exécutif[15].

Les évolutions suivantes ont eu lieu pendant les années 1890 :
- De véritables formations ont remplacé la méthode factuelle et statistique initiale utilisée par le Mouvement pour présenter la cause missionnaire et les besoins des sociétés des missions lors de ses réunions. Un service éducatif a été créé en 1894 et a présenté ses quatre premiers cours: "Le développement historique de l'idée missionnaire", "l'Amérique du Sud", "les missions médicales" et "La Chine comme champ de mission". Un effort important a été fait pour mettre sur pied des bibliothèques missionnaires dans les différentes facultés de théologie[16].

- En 1895, des mesures ont été prises pour améliorer le recrutement féminin, notamment en augmentant le nombre de visites dans les universités féminines qui n’avaient pas été intégrées dès le départ, si bien qu’en 1892, soixante-dix pour cent des volontaires déclarés étaient des hommes et trente pour cent des femmes, même si, dans le mouvement missionnaire américain, les femmes étaient plus nombreuses que les hommes.
- Si la ferveur initiale pour la cause missionnaire avait balayé les questions concernant certaines positions théologiques, au fur et à mesure que le mouvement s’impliquait davantage dans l’éducation missionnaire, des critiques ont inévitablement surgi. Ainsi, en juin 1896, le secrétaire à l’éducation Harlan P. Beach rapporte-t-il à John R. Mott des critiques envers le programme d’études du Mouvement concernant les religions non chrétiennes, accusées d’être "teintées de la saveur du parlement des religions", quoique Beach soutienne qu'elles n'étaient pas aussi libérales que cela[17].

En dépit de ces éléments critiques ou négatifs inhérents à la vie de tout mouvement, le Mouvement volontaire étudiant a connu une croissance constante avant la guerre. Des congrès ont eu lieu tous les 4 ans en 1898 (Cleveland), 1902 (Toronto), 1906 (Nashville), 1910 (Rochester) et 1914 (Kansas City). Parmi les conférenciers figuraient des personnalités telles que l'ancien secrétaire d'État John W. Foster, ambassadeur de Grande-Bretagne aux États-Unis, Henry Mortimer Durand et le vicomte James Bryce. En 1910, 4 338 volontaires du Mouvement étaient partis vers des champs de mission à l’étranger. Un peu plus de cinquante pour cent des missionnaires protestants américains entre 1906 et 1909 étaient issus du Mouvement volontaire étudiant. Les activités du SVM ont également eu des retombées, notamment la formation du mouvement missionnaire des laïcs en 1906 et la mise en place de projets de mission à domicile tels que la mission Yale Hope.

### Crise entre les deux guerres
Après le ralentissement dû à la Première Guerre mondiale, le nombre des nouveaux missionnaires envoyés à l'étranger connut une augmentation phénoménale dès les premiers mois de 1919 et atteint un record en 1921. Le projet missionnaire semblait parfaitement correspondre à l’espoir d’une généralisation de la démocratie à travers le monde et à l’idéalisme américain des années d’après-guerre. Symbole de cet idéalisme, l’Interchurch World Movement (en) (Mouvement mondial inter-églises) était créé pour rassembler toutes les sociétés missionnaires protestantes américaines dans une grande campagne pour la diffusion du christianisme. Mais l'effondrement de ce même mouvement dès 1920 a aussitôt montré la superficialité et la fragilité de cette unité de façade et inauguré une nouvelle ère. Avec les perturbations économiques de l’après-guerre, on assiste à une descente rapide vers ce que Robert Handy appelle la « dépression religieuse américaine » de 1925 à 1935. Cette dépression religieuse, qui intervient bien avant la grande dépression économique, résultait de la prise de conscience que le protestantisme américain ne pouvait plus s'identifier à la culture et à la civilisation américaines.
Les fortunes du Mouvement volontaire étudiant au cours de cette période reflètent la tendance générale du protestantisme américain. Alors même que l'enthousiasme des missionnaires était à son comble et que les cartes de déclaration d’intention affluaient, les vents de la discorde secouaient la convention de Des Moines de 1919/1920. Après que le patriarche du Mouvement, John Mott, eut ouvert la convention avec un discours similaire à celui des conventions précédentes, suivi par Sherwood Eddy dans le même tonalité, certains des étudiants protestèrent ouvertement contre "ce bla-bla, ces vieilles formules de patois de Canaan, ces vieilles phrases usées sur  le Dieu vivant et le Christ divin". Eddy révisa alors entièrement son deuxième discours et prit la parole en faveur de la Société des Nations et de la réforme sociale, avant de revenir à la réforme spirituelle.
La difficulté majeure était celle d'un fossé conservateur / libéral grandissant, dont les racines remontent à la fondation du SVM. Le mot d'ordre du mouvement, "l'évangélisation du monde dans cette génération", a été au centre des débats. Arthur T. Pierson, qui avait lancé ce mot d'ordre en 1888 à Northfield, était un conservateur réputé prémillénariste. L'idée s'est répandue qu'il avait voulu dire qu'il fallait faire une présentation rapide, simpliste et verbale du Christ au monde pour accomplir la prophétie biblique et permettre la seconde venue du Christ. Bien que Pierson lui-même ait démenti cette interprétation et que d'autres dirigeants du SVM, tels que Mott et Speer, aient insisté à plusieurs reprises sur l'implantation d'églises durables et sur le travail éducatif, le mot d'ordre restait un sujet de controverse. Pour l'entreprise missionnaire, la controverse fondamentaliste-moderniste a été formulée en fonction des mérites relatifs de mettre l'accent sur l'évangélisation individuelle et le salut ou un impact social plus large sur la culture étrangère fondé sur les principes du christianisme .
Le scepticisme croissant, voire le pessimisme, au sujet de la civilisation occidentale a amené les étudiants américains à considérer les missions étrangères et la mission intérieure comme des tâches tout aussi importantes car il apparaissait clairement que la société américaine avait autant besoin d’être christianisée que de nombreuses sociétés non occidentales. En même temps, les pays non occidentaux commençaient à douter que quelque chose de valeur puisse être tiré d'une civilisation capable de produire les horreurs de la Première Guerre mondiale. La montée du nationalisme à l'étranger suscitait la méfiance à l'égard des motivations et des méthodes des missionnaires étrangers.
Tous ces changements ont entraîné une révision radicale de la théorie de la mission protestante. Au début, l'évangélisation du monde signifiait l'exportation d'une civilisation chrétienne occidentale. Maintenant que la civilisation occidentale était mise en question et considérée comme non chrétienne, les cultures non occidentales étaient de plus en plus appréciées et la conviction que l'activité missionnaire occidentale devait jouer son rôle dans le soutien et non le contrôle des nouvelles églises autochtones. Charles Forman a qualifié de « partage œcuménique » la nouvelle raison d'être de l'activité missionnaire,.
La missiologie libérale de l'entre-deux-guerres, représentée entre autres par les théologiens Daniel Fleming, Archibald Baker et Oscar Buck, était caractérisée par un relativisme culturel en ce qui concerne les religions. Ce relativisme a été renforcé par une vague de publicité négative sur le travail des missions dans la presse. Un point culminant de ces opinions libérales a été atteint dans le rapport Hocking de 1932 : cette mission d’enquête sur les missions étrangères, financée par Rockefeller et dirigée par le professeur de Harvard William E. Hocking, concluait que les missionnaires ne devraient pas insister sur les revendications distinctes du christianisme à l’égard des religions non chrétiennes mais que les missions devraient avoir pour objectif de coopérer pour l’amélioration sociale.
En outre, la nouvelle génération d’étudiants exigeait d’avoir davantage voix au chapitre dans les opérations et la politique du Mouvement. Malgré les changements organisationnels, un étudiant qui écrivait après le congrès de 1924 à Indianapolis se plaignait de la main retenue des "Big Four" (Speer, Mott, Eddy et Wilder) et affirmait que la nouvelle majorité numérique des comités avait le pouvoir. La relation entre le SVM et les YMCA et le YWCA constitue un autre problème persistant. Un troisième problème concerne le rôle des étudiants "de couleur" dans le SVM. Un soutien financier décroissant a exacerbé ces problèmes avant même la crise.
À mesure que les problèmes s'accumulaient, certains dirigeants du Mouvement ont appelé à des changements radicaux. Les leaders adultes et étudiants du SVM ont proposé et mis en œuvre des solutions à bon nombre des problèmes les moins fondamentaux auxquels le Mouvement est confronté. Ils ont institué un système de formation de politiques de plus en plus démocratique. Ils ont changé les formats des conventions pour permettre une plus grande participation des étudiants. Ils ont discuté de nombreuses possibilités de relier le Mouvement aux associations chrétiennes générales et ont tenté d'accroître la coopération du Mouvement avec les agences de missions intérieure. Pour éviter toute critique de la carte de déclaration, les secrétaires du Mouvement ont demandé que les cartes soient distribuées avec une grande réserve et uniquement en liaison avec des documents explicatifs. Les comités mis en place pour traiter les problèmes des étudiants noirs ont recommandé que des institutions noires soient ajoutées aux itinéraires des secrétaires itinérants et que les conseils des missions soient encouragés à réévaluer leurs restrictions à l’envoi de missionnaires noirs à l’étranger. Sur le plan financier, des efforts ont de nouveau été déployés pour établir une base plus large d’aide financière plutôt que de s’appuyer aussi lourdement sur quelques contributeurs riches.

### Controverse entre conservateurs et libéraux
Malgré les commissions spéciales créées en 1925 et en 1933 pour évaluer les politiques du SVM, il devenait de plus en plus difficile pour le Mouvement de conserver son mélange originel d’éléments conservateurs et libéraux à une époque où le conservatisme et le libéralisme divergeaient rapidement.
Le Mouvement volontaire étudiant semble avoir été, à cette période de son histoire, divisé selon trois couches horizontales, conservatrice / libérale / conservatrice, dans la hiérarchie de l'organisation. Aux plus hauts échelons de l’autorité, des hommes comme le secrétaire général Wilder et son successeur désigné, Jesse R. Wilson, ainsi que divers membres du comité exécutif, ont conservé une vision fondamentalement conservatrice tout au long de la période. Ils ont constamment appelé à un pouvoir spirituel plus profond dans le Mouvement et ont souligné la nécessité d'une foi évangélique personnelle. 
Au-dessous de la sphère de Wilder et Wilson, les secrétaires éducatifs, les secrétaires itinérants et la partie la plus formée et la plus active des étudiants volontaires formaient un véritable contingent libéral, ce qui se traduit par la tonalité nettement libérale de bon nombre des publications et des thèmes des conventions du SVM. A titre d’exemple, le numéro de 1930 du périodique du SVM, Far Horizons  Horizons lointains, était centré sur des thèmes principalement sociaux plutôt que personnels de l'évangile de 1) Comment les missions étrangères rencontrent-elles la souffrance humaine? 2) Comment les missions étrangères créent-elles une solidarité mondiale? et 3) Comment les missions étrangères comblent-elles la faim des hommes?
En 1935, le secrétaire général Jesse Wilson et le vice-président du comité administratif C. Darby Fulton ont démissionné, essentiellement à cause de la dérive de plus en plus libérale du mouvement des étudiants volontaires. Cependant, alors que la position officielle du Mouvement était en train de se définir comme libérale, une grande partie de la base étudiante du Mouvement continuait d'être plutôt conservatrice. En 1928, Jesse Wilson avait signalé un regain d'intérêt pour les missions sur les campus qu'il avait visités. Le nombre total de missionnaires partis en 1929 avait augmenté de 24 % par rapport à 1928 et de 44 % par rapport à 1927. En 1929, il y avait 609 nouveaux étudiants volontaires contre 252 en 1928. Wilson pensait que le SVM pouvait prospérer grâce à la renaissance croissante des missions conservatrices, mais la majorité des dirigeants du Mouvement étaient réticents à voir le Mouvement aller dans cette direction. Ils étaient consternés par le fait que la base du Mouvement était de plus en plus conservatrice. En 1936, Wilmina Rowland, secrétaire du SVM, a écrit sur les campus américains: « Certains étudiants avouent avoir eu de mauvaises impressions sur l’entreprise missionnaire par l’intermédiaire des étudiants volontaires sur leur campus, qui dans de tels cas groupe des étudiants les plus dépendants .... En résumé, il me semble que le SVM à travers le pays est tout à fait conservateur. " 
L'examen de la correspondance entre le siège du SVM et les groupes locaux de volontaires étudiants au cours de cette période confirme l'analyse de Rowland sur la situation. Alors que le Mouvement avait déjà été une force puissante sur des campus prestigieux, la majorité des groupes de volontaires des années 1930 existaient dans de petits collèges ruraux et étaient propulsés par la tradition locale plutôt que de suivre de près le Mouvement national.
La dérive libérale du mouvement volontaire étudiant a été accentuée par le départ progressif d’éléments conservateurs du mouvement. En 1925, au moins trois groupes de bénévoles locaux s’étaient dissociés du Mouvement national, groupes que E. Fay Campbell (membre du comité exécutif) qualifiait alors de groupes fondamentalistes controversés et peu coopératifs . Mais en 1928, lorsque le Moody Bible Institute retire son soutien au Mouvement, Campbell se montre un peu plus inquiet: « Nous avons absolument besoin de leur point de vue ; en fait, ce ne serait rien moins qu'un drame majeur s'ils se retiraient du mouvement maintenant et emmenaient avec eux certains de nos groupes les plus conservateurs. » 
La préoccupation de Campbell n’était pas sans fondement. L’examen des préférences confessionnelles des volontaires effectivement partis en mission pour les années 1910 à 1930 révèle que si, au cours des années 1920, la grande majorité des volontaires avaient été nommés au sein de sociétés de missions des grandes confessions protestantes, une proportion croissante des volontaires partait dans le cadre de sociétés des missions indépendantes dites faith mission boards. 
Les faith mission boards, ainsi nommées en raison de leur méthode particulière de sécurisation du personnel et de soutien financier, faisaient depuis longtemps partie de la scène des missions américaines. L'une des premières fut la China Inland Mission, créée en 1865. Ces sociétés missionnaires, généralement caractérisées par une théologie conservatrice, avaient participé sans réserve aux premières années du SVM, bien que leurs programmes n'aient pas encore atteint la dimension de ceux des dénominations principales. À l'approche des années 1930, une proportion croissante de missionnaires partant outre-mer était soutenue par des faith mission boards. Le Mouvement se trouvait donc menacé de perdre l’appui du noyau conservateur qui fournissait une proportion croissante de ses volontaires.
Alors que le fossé entre la théorie des missions conservatrices et libérales s’ouvrait dans les années qui suivirent la Première Guerre mondiale, le Mouvement des volontaires se trouva de plus en plus incapable de répondre simultanément aux besoins des sociétés des missions indépendantes et des sociétés des missions plus libérales.
Les sociétés des missions indépendantes en pleine expansion n'étaient quant à elles guère enclines à des compromis œcuméniques. Elles se sont donc de plus en plus éloignés du SVM, réduisant d’autant son soutien financier ainsi que ses réserves de volontaires potentiels. Un rival direct du travail du Mouvement volontaire étudiant se développait en parallèle dans les milieux conservateurs durant cette période, bien qu’il ne soit pas officiellement apparu aux États-Unis en tant que InterVarsity Christian Fellowship avant 1940. En 1934, un an après la formation de la Fraternité missionnaire conservatrice Intervarsity en Grande-Bretagne, E. Fay Campbell analyse la situation ainsi : « Les groupes du SVM aux États-Unis et au Canada sont en contact étroit avec certains groupes chrétiens qui ne sont pas atteints de manière très efficace par les mouvements généraux ... (mais) je tiens à vous rappeler qu'il y a un mouvement considérable d'étudiants extrêmement réactionnaires dans de nombreuses régions du monde, y compris la Grande-Bretagne. Nous sommes simplement fous si nous pensons que ce mouvement ne va pas faire de réels progrès dans nos collèges américains. » 

### Redéfinition du Mouvement
La situation financière du Mouvement volontaire étudiant n’avait jamais été facile, mais en 1932, la « dépression religieuse » américaine, combinée à la situation économique générale, avait amené Jesse Wilson à admettre qu’ « en raison des conditions financières, nous sommes si perplexes quant à tout notre programme qu'il est difficile pour nous de nous engager à quelque chose. " A la fin des années 1930, aucune amélioration n’était intervenue et il était devenu évident que le SVM devait se regrouper et se redéfinir ou bien cesser d'exister. Lors d’une réunion des leaders des dénominations protestantes en janvier 1940 à Hartford, le défi fut lancé au Mouvement : "Si les étudiants veulent que le SVM ou son équivalent continue, laissez-les le gérer et le financer." .
Le mouvement des étudiants bénévoles est entré dans ces années de questionnement profond sans leadership stable. Dans la décennie qui a suivi la démission de Jesse Wilson, quatre hommes ont occupé les fonctions de secrétaire général par intérim ou permanent du Mouvement. Le Conseil général, une expérience de démocratie commencée après la Convention de Des Moines, fut remplacée par un Comité général plus restreint en 1936, qui fut à son tour remplacé en 1941 par une autre organisation. Au milieu de cette confusion, le Mouvement s'efforça d'identifier les alternatives pour son avenir. Les questions les plus cruciales à la fin des années 1930 et dans les années 1940 étaient de savoir comment le Mouvement allait fonctionner en relation avec : 1) les autres mouvements chrétiens d’étudiants généralistes (YMCA, YWCA, groupes d’étudiants appartenant à une église particulière et mouvements syndicaux étudiants) 2) les mouvements étudiants chrétiens conservateurs tels que l’InterVarsity Christian Fellowship, 3) les sociétés des missions des principales églises protestantes, et 4) une conception théorique du rôle des missions en pleine évolution.

### Rapprochement des mouvements étudiants protestants
Le rapport de la Commission sur le SVM de 1933 avait préconisé la création d'un mouvement chrétien étudiant en Amérique qui unirait le YMCA, le YWCA et le SVM. Cette idée était considérablement en avance sur son temps aux États-Unis, bien qu'un organisme expérimental de ce type ait déjà été établi au Canada et en Grande-Bretagne. Nombreux étaient cependant ceux qui pensaient que le Mouvement devait conserver son autonomie organisationnelle tout en coopérant très étroitement avec le National Intercollegiate Christian Council (NICC, regroupant YMCA et YWCA) ainsi qu'avec les organisations ecclésiales. Lors d'une consultation au Oberlin College en 1936, des mesures ont été prises pour consolider la coopération avec le NICC, y compris la décision radicale selon laquelle les membres et les groupes régionaux du SVM devaient intégrer leur activité avec le NICC local. 
En 1939, le NICC a pour la première fois officiellement intégré le secrétaire général du SVM en tant que membre de son comité administratif. Des relations amicales ont également été établies entre le SVM et la Mission chrétienne universitaire (University Christian Mission, UCM), une organisation coopérative représentant les organisations de jeunesse des organisations ecclésiales. Pendant une partie de l'année 1938, le secrétaire général du SVM, Paul Braisted, consacra les trois quarts de son temps au secrétariat du campus de l'UCM.
En 1944, le United Student Christian Council a été créé en tant que fédération nationale du YMCA, du YWCA et des mouvements d’étudiants confessionnels. La fédération était œcuménique au niveau national, mais ne s’exprimait pas de manière œcuménique aux niveaux régional et local. Tout en restant autonome en matière de politique, d’administration et de finances, le Mouvement des étudiants volontaires a accepté de siéger au Comité missionnaire du United Student Christian Council. Un dilemme subsistait cependant pour le SVM, car l'USCC n'offrait aucune structure œcuménique régionale pour le Mouvement. Le rôle du SVM dans l'USCC était limité au niveau national, à la planification des conventions quadriennales de la mission étudiante et à la production de matériel éducatif. Un certain travail itinérant était possible dans le cadre du parrainage de programmes de missions spéciales sur les campus. De 1945 à 1947, le SVM a cherché à maintenir des contacts au niveau local grâce à un système de « représentants de campus », mais ce système n’a pas fonctionné. 
En 1947, une Commission spéciale sur l'avenir du mouvement étudiant bénévole a recommandé de rétablir les campus missionary fellowship groups (groupes d’amitiés missionnaires du campus) qui devaient être des groupes informels plutôt que des organisations officielles. Le Mouvement a constaté que les étudiants intéressés par les missions se joignaient à ces groupes car leurs mouvements spécifiques ne répondaient pas à leurs besoins particuliers. Les dangers du séparatisme, qui avaient conduit à l’élimination des groupes de volontaires locaux, semblaient moins alarmants à ce stade que le danger pour le SVM de perdre le soutien de ses volontaires.
En 1953, le United Student Christian Council a demandé au Student Volunteer Movement de devenir son département missionnaire, afin d’aller vers un mouvement étudiant pleinement œcuménique aux États-Unis. Après mûre réflexion, le Mouvement a accepté cette phase et, en 1954, il est devenu la Commission sur la mission mondiale de l'USCC, "renonçant temporairement à son statut de mouvement membre de l'USCC". Il s’agissait d’une relation fonctionnelle qui n’avait toujours aucune incidence sur l’autonomie financière et administrative du Mouvement des étudiants volontaires. La théorie de cette relation était acceptable pour le SVM, mais en pratique certaines difficultés sont apparues.
Lors d'une réunion du comité d'orientation de la SVM en mars 1956, il était préoccupant que les mouvements des membres de l'USCC ne dépendent pas davantage du SVM pour l'éducation missionnaire. Le procès-verbal du comité indique que les conseils des missions étrangères, tant presbytériennes que méthodistes, avaient elles-mêmes des départements d’étudiants actifs.
En 1959, le United Student Christian Council, le Student Volunteer Movement et le Interseminary Committee fusionnèrent pour former la National Student Christian Federation. Le mouvement des étudiants bénévoles est devenu la Commission sur la mission mondiale de la NSCF. Ses tâches restaient celles de promouvoir l'éducation missionnaire, la communion fraternelle et l'enrôlement. Elle a continué à planifier et à parrainer des conférences sur les missions, notamment la 19e Conférence œcuménique des étudiants sur la mission du monde chrétien, tenue à Athens en Ohio en 1964, avec 3000 étudiants présents. La Fédération chrétienne nationale des étudiants a été reconstituée en tant que mouvement chrétien universitaire en 1966. À cette époque, comme l'énonce le Dictionnaire concis de la mission chrétienne mondiale, «la Commission sur la mission mondiale a été l'une des premières à agir sur la formation d'un mouvement pleinement représentatif des églises, et a convenu que le sens de la mission était suffisamment incarné par le mouvement étudiant pour que la Commission cesse une existence séparée. ".

### Résurgence après la Seconde guerre mondiale
Comme indiqué précédemment, une partie considérable de l'énergie du SVM après la seconde Guerre mondiale a continué d'être utilisée pour définir à la fois ses relations avec d'autres mouvements chrétiens d'étudiants et la théorie générale des missions protestantes. Malgré ces incertitudes, le mouvement a réussi à se remettre de son point bas de 1940 et à poursuivre un programme positif pendant près de deux décennies.
Sydney Ahlstrom, parmi d'autres historiens de la religion américaine, a décrit un renouveau du christianisme américain après la seconde Guerre mondiale, qui s'est prolongé jusqu'à la fin des années cinquante. Au milieu des tendances sociales de l’urbanisation et de la suburbanisation, de la mobilité géographique et de la prospérité économique, les problèmes d’ajustement et d’anxiété concernant le statut et l’acceptation étaient omniprésents. Les églises étaient évidemment le genre d'institution familiale nécessaire à la situation sociale. L'atmosphère de la guerre froide était mûre pour la résurgence d'une foi religieuse prometteuse de paix. La théologie fondamentaliste qui était tombée en discrédit a été relancée sous une forme mise à jour intellectuellement.
Une résurgence de la religion plus évangélique pendant et après la seconde guerre mondiale a permis au SVM de trouver une base plus large pour ses programmes. En 1944, le conseil d’administration a conclu que « le Mouvement doit de plus en plus clairement s’engager en faveur d’un message et d’un programme missionnaires évangéliques complets… Pas seulement en faveur de l’amélioration sociale actuelle, mais aussi dans son sens le plus complet, rédempteur et éternel sera sa force."
En 1946, Christian Horizons, la liste des postes de missionnaires du Mouvement des volontaires étudiants, comprenait près d’un millier de postes vacants à l’étranger. Un communiqué de presse pour le Mouvement affirmait que "aujourd'hui, des centaines de nouveaux travailleurs sont nécessaires, tant les grands que les petits se tournent vers le Mouvement des étudiants volontaires pour fournir des candidats aux besoins immédiats et mener un programme d'éducation et recrutement qui garantira un flux régulier de volontaires parmi lesquels les conseils pourront sélectionner le personnel."
Lors d'une réunion du conseil d'administration du SVM en avril 1948, il a été signalé que les finances du mouvement étaient en bon état et qu'il y avait de nombreuses preuves d'un intérêt accru parmi les étudiants envers le travail missionnaire. Le budget du Mouvement pour 1951/1952 était de 60 400 dollars, soit plus de 10 000 dollars de plus que le budget de l’année précédente et six fois le budget de 1941/1942. Au cours de l'année académique 1952/1953, une équipe de vingt hommes et femmes de cinq dénominations a visité plus de trois cents collèges dans quarante-quatre États pour le compte du Mouvement.
La résurgence suscitée par l’intérêt religieux accru et l’amélioration de la situation économique du pays semble avoir atteint son point culminant vers le milieu des années 1950, ou du moins avoir pris une forme différente lorsque le Mouvement a été entraîné dans son programme de recrutement. Vingt-et-un membres du personnel des voyages du Mouvement ont visité trois cent cinquante campus au cours de l’année scolaire 1955/1956. Dans le même temps, il n'y avait que cinq cents étudiants volontaires déclarés sur les campus américains de premier cycle. Le budget SVM pour 1956/1957 a été réduit à 50 000 dollars.
En 1959, le Mouvement volontaire étudiant (SVM) fusionne avec le Mouvement Interseminary (ISM), et le United Student Christian Council (USCC) pour former la National Student Christian Association (Fédération nationale des étudiants chrétiens, en abrégé NSCF), une organisation œcuménique avec le statut de "mouvement associé"  du Conseil œcuménique national des églises USA (NCCCUSA), et les programmes d'éducation missionnaire et de soutien des étudiants volontaires se sont poursuivis dans ce cadre. En mai 1962, il a été signalé que le bulletin d'information du Comité avait été envoyé à plus de trois mille volontaires ou volontaires potentiels. Le programme de la Commission comprenait des visites de personnel sur les campus, des rassemblements locaux de volontaires, des entretiens de fin de semaine, des encouragements personnels et des conseils, des séminaires, la conférence quadriennale, des projets œcuméniques d'été, etc.

### Fin du Mouvement volontaire étudiant
La NSCF a eu du mal à trouver des orientations et à se définir en fonction des mandants qu'elle desservait. Une partie du problème résidait dans le manque de coopération au sein de la NSCF. Au départ, la NSCF était une fusion de nom uniquement. La Commission sur la mission mondiale (CWM, anciennement le SVM), le Mouvement intersectoriel et le United Student Christian Council ont conservaient leurs objectifs et leur personnel ainsi que des budgets et des centres de décision séparés.
Pendant les années 1964-1965, les préoccupations sociales telles que l'apartheid, le mouvement de protestation de la guerre du Vietnam et les préoccupations latino-américaines ont pris le dessus au sein de la NCSF. Le secrétaire général Leonard Clough, qui avait été appelé en 1964 pour apporter plus d’unité et de coopération dans l’organisation, a demandé à l’Assemblée générale de reconsidérer une nouvelle structure flexible pour la NSCF ou de mettre fin à la fédération. De son point de vue, la NSCF devait devenir un mouvement étudiant de base plutôt qu'une fédération d'organisations. Pour changer, la NSCF devait être un mouvement étudiant impliqué dans la mobilisation plutôt que dans la réflexion. En fin de compte, cela a amené la NSCF à évoluer vers le mouvement chrétien universitaire en 1966).
Créée pour résoudre les problèmes au sein de la NSCF et notamment pour mieux convenir au demandes des étudiants de participer à la direction du mouvement, l'UCM souhaitait être une organisation où les personnes au niveau national pourraient servir de relais de ressources pour les activistes de la base aux niveaux régional et local. Contrairement à son prédécesseur, l'UCM ne limitait pas l'adhésion aux organisations protestantes et incluait des organisations catholiques et orthodoxes. L'UCM a également accepté des organisations laïques en tant qu'organisations apparentées, telles que les étudiants pour une société démocratique (SDS).  Membre américain de la Fédération universelle des associations chrétiennes d'étudiants (World Student Christian Federation) et mouvement associé du Conseil national des Églises du Christ aux États-Unis l'UCM a cherché à être un mouvement étudiant qui unirait la communauté universitaire par le biais de l'action sociale. L'organisation s'est dissoute en 1969 en raison d'un manque de direction du programme et d'une incapacité à se définir).

## Missiologie du Mouvement volontaire étudiant
Différentes théories concernant l'activité des missions ont prévalu dans le protestantisme américain à différentes époques. Un accent précoce sur l'évangélisation pour le salut individuel a fait place à la concentration sur l'implantation d'églises et le travail éducatif en tant que bases pour la diffusion de la foi chrétienne. Avec la montée des églises autochtones à l'étranger, le concept de partage œcuménique a continué à justifier l'activité missionnaire. En 1932, la Commission d’évaluation des laïcs a proposé une conception plus radicale du travail missionnaire, qui impliquait non seulement le développement inter-églises, mais aussi le développement interconfessionnel, en s’appuyant sur une appréciation accrue des religions non chrétiennes. Cependant, pour reprendre les termes de Charles Forman, "la réaction des conseils de mission a montré que la théorie de la mission et la théologie de la Commission des laïcs n’était pas celle des missions américaines".
Lorsque l'activité des missions a cessé d'être considérée comme une exportation de la civilisation chrétienne, mais plutôt comme un mode de coopération œcuménique mondial, la distinction entre missions étrangères et missions à domicile s'est estompée. Au cours de la période qui a suivi la Première Guerre mondiale, le Mouvement volontaire étudiant a dû constamment justifier sa concentration continue sur les missions à l’étranger. En 1920, les "révolutionnaires" de la conférence de Des Moines ont mis en doute la pertinence d'envoyer des missionnaires à l'étranger alors que les conditions américaines nécessitaient une mission intérieure. Lors d'une réunion en février 1920, le Comité permanent a longuement discuté des avantages et des inconvénients de la participation du Mouvement des étudiants volontaires à la mission intérieure, mais il a décidé de continuer à se concentrer uniquement sur le recrutement de candidats étrangers. En 1922, un nouveau mouvement de missions à domicile, le Student Fellowship for Christian Life Service, sollicita la coopération du SVM. Pendant plus d'un an, il a utilisé une salle des bureaux du Mouvement comme siège.
Ce n'est qu'en 1945 que le Mouvement volontaire étudiant est allé au-delà d'une simple coopération avec les programmes de mission intérieure pour participer réellement aux activités de recrutement et d'éducation pour les domaines d'origine. Il a changé son nom du "Mouvement volontaire étudiant pour les missions étrangères" en "Mouvement des étudiants volontaires pour les missions chrétiennes". L'annonce de ce changement faisait ressortir que "la séparation artificielle des missions nationales et étrangères est aujourd'hui dépassée, puisque le travail de l'Église, même en tant que monde, ne fait qu'un. Reste à savoir si la distinction entre le pionnier, le travailleur de la "frontière" d’une part, et le travail de soutien de l’autre, peut ou doit être maintenue à des fins de recrutement." 
La carte de déclaration du Mouvement, qui n’avait jusque-là offert qu’une seule option a été révisée pour offrir trois alternatives:
- I. Je veux devenir missionnaire chrétien (...) dans mon pays ou (...) à l'étranger.
- II. Je propose de chercher d'autres conseils concernant la vocation missionnaire.
- III. Je propose de soutenir la mission mondiale de l'Église à travers mes prières, mes dons et mon travail quotidien[41].

Ce nouveau format pour la carte de déclaration a été attaqué sous deux angles différents. Certains pensaient que le Mouvement commettait une erreur en renonçant à l’accent mis sur l’éducation et le recrutement des missions étrangères. Ils pensaient que le Mouvement deviendrait trop diffus et perdrait toute l’efficacité qu'il avait encore. D’autres ont remis en question l’idée même d’une carte de déclaration d'intention, se demandant pourquoi le choix d’une vocation missionnaire devait faire l’objet d’une attention particulière, la mission de l’Église dans le monde pouvant se réaliser à travers presque toutes les vocations.
En 1949, un comité d'étude de la carte de déclaration fut créé et proposa le format suivant pour la carte:
- (...) Mon but est d'utiliser mes talents et mes ressources pour servir la mission du monde chrétien et, à la lumière de ses revendications, de choisir mon travail dans la prière.
- (...) De plus, si Dieu le veut, c'est mon objectif d'être un missionnaire chrétien (...) dans mon pays (...) à l'étranger.

Cette discussion de la déclaration d'intention du Mouvement allait au-delà de question de la formulation d’une phrase sur une carte format carte de visite (5x 3 pouces, soit 12,5 par 7,5 cm). Il y avait une question de missiologie : comment distinguer l'activité missionnaire des interrelations normales des églises chrétiennes du monde entier ? Il y avait la question connexe de la base de membres du SVM : devrait-elle être limitée aux individus qui avaient pris un engagement professionnel spécifiquement missionnaire ou, plus largement, inclure tous les étudiants qui soutenaient la mission mondiale de l'Église ? Lors d'une réunion en mars 1952, les membres du Comité d'orientation ont exprimé  à ce sujet des opinions divergentes. E. Fay Campbell a estimé que "les membres réguliers du SVM devraient être composés d'étudiants (...) qui se sont proposés pour servir aux sociétés de mission". Vern Rossman a qualifié la première déclaration de la carte de déclaration de "très problématique", ajoutant "Si nous disons que chaque étudiant chrétien devrait être un missionnaire, alors tous les étudiants chrétiens doivent être membre du SVM".
Au cours des années 50, à mesure que le mouvement des étudiants volontaires devenait de plus en plus impliqué dans des projets œcuméniques, il devenait évident que le Mouvement apporterait une contribution distincte à la vie chrétienne étudiante seulement s'il servait les besoins de formation et de recrutement en faveur des sociétés de mission établies. La distinction qui en résultait, entre la mission générale de l'Église dans le monde et ses champs de missions, n'était pas agréable pour tous, mais sans une telle distinction, le besoin d'un mouvement de type étudiant bénévole devenait beaucoup moins clair. Ceux qui s'efforçaient de maintenir le caractère distinct du SVM ont estimé que le Mouvement avait encore un rôle à jouer en se concentrant sur les "nouvelles frontières" de la mission de l'Église dans le monde. Il y avait encore beaucoup d'endroits dans le monde où de fortes églises indigènes n'avaient pas été établies et le SVM pourrait aider à fournir des messagers chrétiens dans ces régions. En outre, on estimait que même les églises indigènes les plus fortes à l'étranger seraient de plus en plus favorables à l'aide des missionnaires occidentaux. Une autre "frontière" suggérée par la lettre d'information SVM pour attirer l'attention du Mouvement des étudiants volontaires en 1957 était la confrontation avec l'athéisme communiste.
Dans les années qui ont suivi la fusion du Mouvement volontaire étudiant au sein de la Fédération nationale des étudiants chrétiens, un comité d'amitié des volontaires étudiants a publié un bulletin mensuel. Une grande partie des articles de ces bulletins étaient liés à la théorie des missions, indiquant que, jusqu'à ce que ces questions théoriques soient résolues, le rôle des étudiants volontaires ne pouvait être clarifié. Dans le bulletin de mai 1960, il y avait un appel à "une théologie adéquate de la mission". "Les problèmes étaient évidents. "Nous avions l’impression que l’Eglise avait des missions et pensait aux missions comme quelque chose qui était fait pour les autres au loin. Une telle compréhension était basée sur l’hypothèse que les chrétiens occidentaux vivent dans une société chrétienne et que la tâche missionnaire chrétienne était porter notre foi et notre culture dans les domaines où elle n’était pas connue." La dissolution en 1966 du Mouvement volontaire étudiant sous la forme de la Commission de la mission résultat logique d'une théorie de la mission de plus en plus répandue dans le protestantisme américain libéral, qui mettait l'accent sur la coopération œcuménique mondiale de l'Église plutôt que sur les missions d'évangélisation de l'Église occidentale sur de "nouvelles frontières" dans le monde non occidental.

## Leaders et membres
- John Mott
- Arthur Tappan Pierson
- Robert Elliott Speer
- Martin Farquhar Tupper